# Mittelagger
Mittelagger ist ein Ort von 106 Ortschaften der Gemeinde Reichshof im Oberbergischen Kreis im nordrhein-westfälischen Regierungsbezirk Köln in Deutschland.

## Lage und Beschreibung
Mittelagger liegt nordwestlich der Wiehltalsperre, die nächstgelegenen Zentren sind Gummersbach (15 km nordwestlich), Köln (64 km westlich) und Siegen (39 km südöstlich).

## Geschichte
1402 wurde der Ort das erste Mal urkundlich erwähnt. Damals kündigten Johann von Mittelenach, Thoenis von Scheidungen, Arnold von Burnhusen, Teilgin von Kalberdail und andere Abt Pilgrim von Drachenfels und dem Konvent der Benediktinerabtei Siegburg die Fehde an.
Die Schreibweise der Erstnennung war Mittelenach.
| Bevölkerungsentwicklung | Bevölkerungsentwicklung |
| Jahr                    | Einwohner               |
| ----------------------- | ----------------------- |
| 1946                    | 212                     |
| 1991                    | 362                     |
| 2005                    | 505                     |
| 2008                    | 484                     |
| 2017                    | 428                     |
| 2018                    | 460                     |
| 2019                    | 458                     |

## Freizeit und Vereine
- MGV Liederkranz Mittelagger
- Dorf- und Spielplatzverein Mittelagger
- Freiwillige Feuerwehr
- Kinderchor Steinagger Tal